# Estándar internacional
Las normas o estándares internacionales son el producto de diferentes organizaciones. Algunas están pensadas únicamente para un uso interno y, otras, para grupos de gente, para grupos de empresas o para algún subsector industrial. El problema surge cuando diferentes grupos se reúnen, cada uno con una amplia base de usuarios que hacen alguna cosa bien establecida que entre ellos es mutuamente incompatible. Crear normas internacionales es una manera de evitar o solventar este problema.

## Organizaciones
Hay muchas organizaciones de normalización nacionales y regionales, pero las tres organizaciones internacionales que tienen el mayor reconocimiento internacional son la Organización Internacional de Normalización (ISO), la Comisión Electrotécnica Internacional (IEC), y la Unión Internacional de Telecomunicaciones (ITU).  Las tres tienen más de 50 años de existencia (puesto que fueron fundadas en 1947, 1906, y 1865, respectivamente) y tienen todas su sede en Ginebra, Suiza. Han establecido decenas de miles de normas que cubren casi cualquier tema concebible. Muchas de estas han sido adoptadas mundialmente, reemplazando varias normas propias incompatibles. Muchas de estas normas son la evolución natural de las diseñadas internamente en un sector, o por un país particular, mientras que otras han sido creadas desde cero por grupos de expertos que se reúnen en varios comités técnicos.
Además de estas organizaciones, existen literalmente miles de organizaciones de normalización que establecen normas en algún contexto más limitado, como IETF, W3C o IEEE.

## Motivación para el uso de normas
Las normas (o estándares) internacionales pueden usarse mediante su aplicación directa o mediante su adopción, modificando la norma internacional para adaptarla a las condiciones locales. La adopción de normas internacionales permite crear normas nacionales equivalentes, que son substancialmente las mismas en cuanto a su contenido técnico, pero que pueden tener diferencias editoriales en cuanto a su apariencia, uso de símbolos, unidades de medidas, substitución del punto y la coma como marcas decimales y diferencias editoriales resultantes de conflictos con la normativa gubernamental o requisitos específicos del sector de que se trate, causados por un factor fundamental climático, geográficos, tecnológico o infraestructural, o requisitos de seguridad que el ente normalizador local considere oportunos.
Las normas internacionales son una forma de salvar las barreras técnicas para el comercio internacional derivadas de las diferentes normas y reglamentos desarrollados por cada nación, por organizaciones de normalización nacionales o por las empresas. Las barreras técnicas surgen cuando interactúan diferentes grupos, cada uno con una gran base de usuarios, haciendo algo bien establecido que entre ellos es mutuamente incompatible. Crear normas internacionales es una de las formas de evitar la aparición de estos problemas.